# Милица Стефановић
Милица Стефановић (Лесковац, 1986) јесте српска глумица.

## Биографија
Милица Стефановић је дипломирала глуму 2010. године. године на Академији уметности у Београду, у класи проф. Небојше Дугалић. 
Завршила је мобилну академију сценских уметности МАПА у Холандији. Похађала је бројне радионице, међу којима се издваја дугогодишњи рад са Скотом Филдингом. Од 2011. године је члан француске плесне трупе „Ламезон”, коју води редитељка Коралин Ламезон. У оквиру те трупе радила је као глумица на пројектима плесног позоришта. Године 2015, заједно са групом колега, оснива позоришну продукцију „Театармахер“ која се бави истраживањем нових позоришних израза са акцентом на физичком театру. 
Значајније улоге у позоришту су рад на представама „Хипермнезија”, „Прст”, „Кретање”, а за улогу у представи „Наши преци једу с нама”, добила је награду за најбољу улогу на Фестивалу Јоаким Вујић. Остварила је и неколико улога у филмовима и серијама, од којих су најзначајније улоге у серији „Јутро ће све променити”, и у филмовима „Асиметрија” и „Кад сам код куће“. 
За остварење „Кад сам код куће” освојила је награду за најбољу глумицу, на онлајн фестивалу друштвено релевантних филмова у Њујорку у 2020. години. 

### Позориште
- Аналфабета
- Радни назив
- Осврни се у бесу
- Ноћ
- Тајна црних очију
- Хипермнезија
- Пансион Бекет
- Прст
- Похвала љубави
- Vunerables
- Након утакмице
- La mort des sentiments
- La Terra Trema: EUROPA
- Црвена љубав
- Росмерсхолм
- Излажење
- Трамвај звани усамљеност
- Слујак Бареш
- Бар нисам жена
- Наши преци једите са нама
- Тачка пре засићења

## Филмографија

### Изабрани пројекти:
- Као чудом
- Љубав долази касније
- Транзиција
- Време
- Андрија и Анђелка
- На другој страни јастука процветала ружа
- Само девојке плачу
- Кукавица
- Сунце у лицу
- Асиметрија
- Кад сам код куће
- Ургентни центар
- Јутро ће променити све
- Само девојке плачу
- Транзиција
- Кукавица